# Lasieso
Lasieso ist ein spanischer Ort in der Provinz Huesca der Autonomen Gemeinschaft Aragonien. Lasieso, im Pyrenäenvorland liegend, gehört zur Gemeinde Sabiñánigo. Der Ort hatte im Jahr 2015 acht Einwohner.

## Geographie
Der Ort liegt etwa 14 Straßenkilometer südlich von Sabiñánigo, er ist über die N330 zu erreichen. 

## Sehenswürdigkeiten

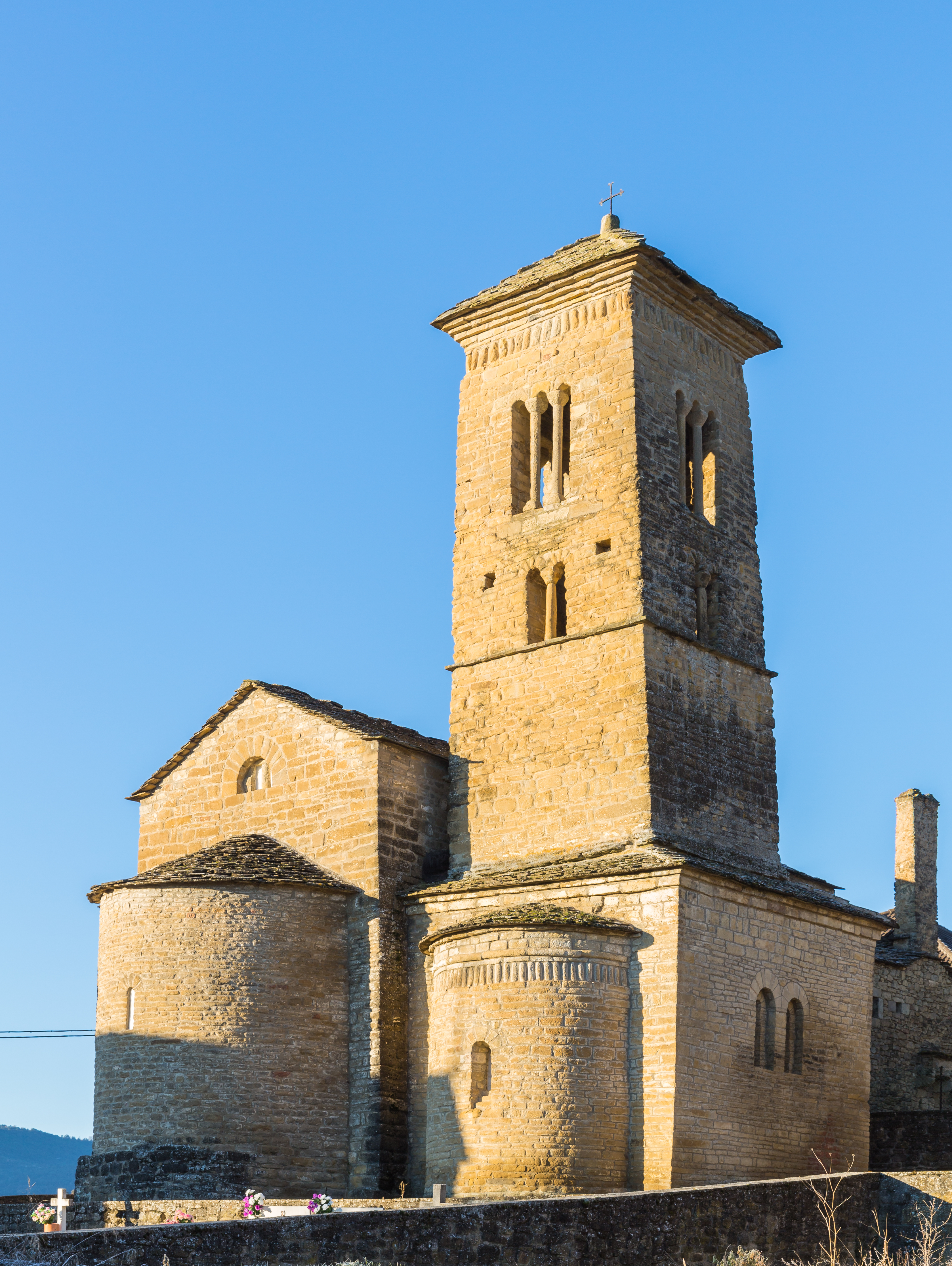
Kirche San Pedro

- Pfarrkirche San Pedro aus dem 11. Jahrhundert.[1] Die Kirche ist seit 1982 ein geschütztes Baudenkmal (Bien de Interés Cultural).[2]